# Johann Georg Becht
Johann Georg Becht (* 19. Februar 1661 in Heilbronn; † 22. Dezember 1733 ebenda) war vom 10. Juli 1731 bis 1733 Bürgermeister von Heilbronn.

## Leben
Becht entstammte einer in der Mitte des 16. Jahrhunderts nach Heilbronn eingewanderten Familie. Das Wappen der Bechts stellt einen silbernen Schwan vor rotem Hintergrund dar. Bereits Bechts Urgroßvater Ambrosius Becht war Bürgermeister in Heilbronn gewesen. Auch seine zwei Urgroßväter mütterlicherseits, Philipp Orth und David Kugler, waren Heilbronner Bürgermeister. Bechts Vater war Ulrich Friedrich Becht, der ebenfalls dem Rat der Stadt angehörte und zuletzt das Amt des Stadtschultheißen bekleidete. Bechts Mutter war Maria Margaretha Orth.
Becht besuchte das Gymnasium in Ansbach, kehrte dann aber 1677 nach Heilbronn ans Sterbebett des Vaters zurück und studierte danach Rechtswissenschaft an der Universität Erfurt und ab 1679 an der Universität Jena. Ab 1680 war er wieder in Heilbronn. 1683 kam er als Rentamtsbeamter zu Freiherr Philipp Jakob Nothaft von und zu Hohenburg und Hochdorf. 1687 kam er wieder nach Heilbronn und war Kassier, Sekretär und Konsulent in der Kanzlei des Ritterkantons Kraichgau unter Ulrich von Gemmingen. Er gehörte am 15. April 1713 dem kleinen, inneren Rat („von den burgern“) an, leitete ab 1714 das städtische Bauamt, ab 1717 das Rechnungsamt und ab 1719 das Kastenmeisteramt. 1723 wurde er Hospitalpfleger, am 2. Januar 1727 Steuerherr und 1730 verwaltete er außerdem die Pfarrpflege. Im Frühjahr 1731 wurde er nach der Bewilligung des Ruhestands des Bürgermeisters Johann Heinrich Orth dritter Bürgermeister der Stadt. Gleichzeitig wurde er Vogt des reichsstädtischen Dorfes Flein.
Johann Georg Becht veranlasste Renovierungsarbeiten für das Projekt Kommerzienstraße, eine Handelsstraße von Straßburg über Heilbronn, Schwäbisch Hall nach Nürnberg, um die alte Heilbronner Haller Straße wiederzubeleben. An bedeutenden Ereignissen in seiner kurzen Amtszeit ist nichts überliefert.
Becht war in erster Ehe verheiratet mit Eva Maria Schöck aus Wimpfen und hatte mit ihr sechs Kinder, von denen jedoch nur eine Tochter und der Sohn Georg Adam (1684–1733) das Erwachsenenalter erreichten. In zweiter Ehe war er nach dem Tode seiner ersten Gattin ab 1725 mit Regina Margaretha Hermann verheiratet, diese zweite Ehe blieb kinderlos. Becht starb nach kurzer schwerer Krankheit, die einen Schlaganfall auslöste, und wurde auf dem Friedhof an der Weinsberger Straße beigesetzt.